# 本多隆朗
本多 隆朗（ほんだ たかお、1943年6月7日 - 2018年10月21日）は、ラジオパーソナリティ。浄土真宗本願寺派称名寺（茨木市）17代目住職、総務、宗会議員(大阪・四期、真生会)。元毎日放送テレビプロデューサー。2013年1月から、総務に就任のため京都市で再び1人暮らしをしていた。相愛大学理事。

## 来歴・人物
1943年、大阪府吹田市大光寺で生まれる。翌年12月、父がレイテ島で戦死。3歳上の兄は大光寺住職の清岡隆文。1969年に龍谷大学文学部仏教学科卒業後、毎日放送へ入社。テレビ制作一筋で『八木治郎ショー・いい朝8時』などのディレクターや『すてきな出逢い いい朝8時』、『ワイドYOU』などのプロデューサーを経験し、1994年に毎日放送を退社。
宗会議員を4期務めたほか、武蔵野女子学院理事長・東京首都圏都市開教対策本部長などを歴任した。
2016年、浄土真宗本願寺派総務を退任した後、同年12月から西本願寺執行長（しゅぎょうちょう）を務めていたが、2018年8月23日体調不良により大谷光淳門主に辞表を提出。同年10月21日、前立腺がんのため遷化。75歳没。

## 出演番組
- 本多隆朗の京のあったか円かじり（KBS京都、ラジオ番組）